# Das Experiment (Brecht)
Das Experiment ist eine Erzählung des deutschen Dichters und Dramatikers Bertolt Brecht. Sie ist Teil der Kalendergeschichten.

## Entstehung
Brecht schrieb die Erzählung 1939 im dänischen Exil im Zusammenhang mit seinen Studien zum Stück Leben des Galilei, zu dem einige Parallelen bestehen. Die Erzählung hatte zuerst den Namen Der Stalljunge, wurde später jedoch zu Das Experiment geändert, da Brecht die wissenschaftliche Methode hervorheben wollte. Die Geschichte wurde zum ersten Mal 1949 in den Kalendergeschichten veröffentlicht.

## Handlung
In der Geschichte geht es um einen Stalljungen, der im Dienste des Philosophen und Humanisten Sir Francis Bacon steht und ihm bei einem Experiment behilflich ist.
Zur Zeit der Geschichte ist Francis Bacon schon ein alter und gebrechlicher Mann, der zurückgezogen auf seinem Landsitz lebt und sich der Wissenschaft zugewandt hat. Als ein wertvolles Pferd erkrankt, wird Bacon auf die Beobachtungsgabe des Stalljungen aufmerksam, der ihm jeden Tag zweimal Bericht erstattet. Von da an will Bacon den Stalljungen in seiner Nähe haben, damit dieser Aufgaben für ihn erledigen kann. Er redet mit ihm über Experimente und lehrt ihn, dass man Naturvorgänge immer genau beobachten muss, um sie danach beschreiben zu können.
An einem Wintertag ist der Stalljunge mit Bacon auf einem Schlitten unterwegs. Als sie zurück zum Hof fahren, überfährt der Kutschenführer aus Versehen ein Huhn. Obwohl Bacon schon seit längerer Zeit krank ist, steigt er aus dem Schlitten hinaus in die Kälte, stopft das Huhn mit Schnee aus und nimmt es mit. Der Junge wird von Bacon beauftragt, das Huhn täglich mit neuem Schnee zu füllen und dann Bacon darüber Bericht zu geben. 
Durch das Aussteigen aus dem Schlitten verschlechtert sich der Zustand von Bacon sehr stark. Scharen von Ärzten reisen aus der Hauptstadt an, um Bacon zu pflegen. Der Stalljunge wird nicht mehr in die Nähe von Bacon gelassen. Ungeachtet dessen, führt er das Experiment fort.
Schlussendlich stirbt Bacon. Der Stalljunge will den Ärzten sein Ergebnis des Experiments anvertrauen, doch die Entdeckung wird ignoriert.
Auf dem Weg zur Beerdigung von Bacon versucht der Stalljunge, seiner Großmutter von dem Experiment zu erzählen und dass das Huhn immer noch gut und essbar sei. Sie ist jedoch der Meinung, dass das Fleisch verdorben und giftig sei. Der Stalljunge ist jedoch überzeugt, dass das Experiment erfolgreich war; deshalb beschließt er, nicht zur Beerdigung zu gehen und stattdessen das Huhn zu kochen, um zu sehen, ob es giftig ist oder nicht.

## Form
Die Geschichte ist in Form einer Prosa geschrieben. Die Geschichte wird aus der Erzählerperspektive erzählt.

## Interpretation

### Ablehnung von neuen Erkenntnissen
Obwohl das Experiment wahrscheinlich erfolgreich war und das Einfrieren von Lebensmitteln heutzutage eine bekannte Konservierungsmethode ist, wollte in der Geschichte niemand dem Stalljungen Glauben schenken. Weder das einfache Volk, wie zum Beispiel die Großmutter des Stalljungen, noch die gebildeten Ärzte glaubten dem Stalljungen. Zu jener Zeit hatten nur diejenigen mit Rang und Namen die Möglichkeit und Macht, das einfache Volk von einer Idee oder Erfindung zu überzeugen. Brecht will deshalb mit seiner Erzählung vor einer solchen gesellschaftlichen Struktur warnen.

### Marxismus
Im Experiment weist Brecht immer wieder auf Werte des Marxismus und den Naturalismus hin. Zum Beispiel ist da Francis Bacon, der seine letzten Jahre damit verbrachte, so viel wie möglich von der Natur zu lernen. Zudem wird in der Geschichte oftmals auf die empirische Untersuchung hingewiesen. Man soll die Natur genau beobachten, um von ihr zu lernen. Manchmal muss man sich auch gegen die Mehrheit stellen, wenn man eine neue Erkenntnis beweisen muss, denn oftmals halten viele Menschen an dem Alten fest und lehnen neue Erfindungen ab. Dies war auch in der Geschichte der Fall, denn nur Bacon und der Stalljunge gingen aufmerksam durchs Leben, beobachteten die Natur und versuchten, sie zu erklären. Andere Personen, wie die Großmutter oder die Ärzte, wollten nichts von der neuen Entdeckung wissen, denn diese würde die alte Ordnung verändern und das wollte man nicht.

## Wirkung/Rezeption
Laut Egon Ecker wollte Brecht mit der Geschichte die politische Sichtweise der Menschen ändern und ihnen die marxistische Denkweise näherbringen, indem er die Menschen dazu motiviert, an gegebenen Umständen zu zweifeln. Dies muss nicht nur in der Wissenschaft sein, es kann auch sonst im Leben wie zum Beispiel in der Politik angewendet werden.